# Heinkel He 115
Heinkel He 115 là một loại thủy phi cơ của Luftwaffe trong Chiến tranh thế giới II. Nó được dùng để mang bom và ngư lôi, cũng như thực hiện các nhiệm vụ khác như trinh sát và rải mìn. Nó được trang bị 2 động cơ piston kiểu tròn làm lạnh bằng không khí 9 xylanh, công suất 960 PS (947 hp, 720 kW) loại BMW 132K.

## Biến thể

### Mẫu thử
- He 115 V1
- He 115 V2
- He 115 V3
- He 115 V4
- He 115 V5 1939.

### Bản sản xuất
- He 115 A-0
- He 115 A-1
- He 115 A-2
- He 115 A-3
- He 115 B-0
- He 115 B-1
  - He 115 B-1/R1
  - He 115 B-1/R2
  - He 115 B-1/R3
- He 115 B-2
- He 115 C-1
  - He 11 5C-1/R1
  - He 115 C-1/R2
  - He 115 C-1/R3
  - He 115 C-1/R4
- He 115 C-2
- He 115 C-3
- He 115 C-4
- He 115 D
- He 115 E-1

## Quốc gia sử dụng
Bulgaria
- Không quân Hoàng gia Bulgary

 Phần Lan
- Không quân Phần Lan

 Germany
- Luftwaffe

 Na Uy

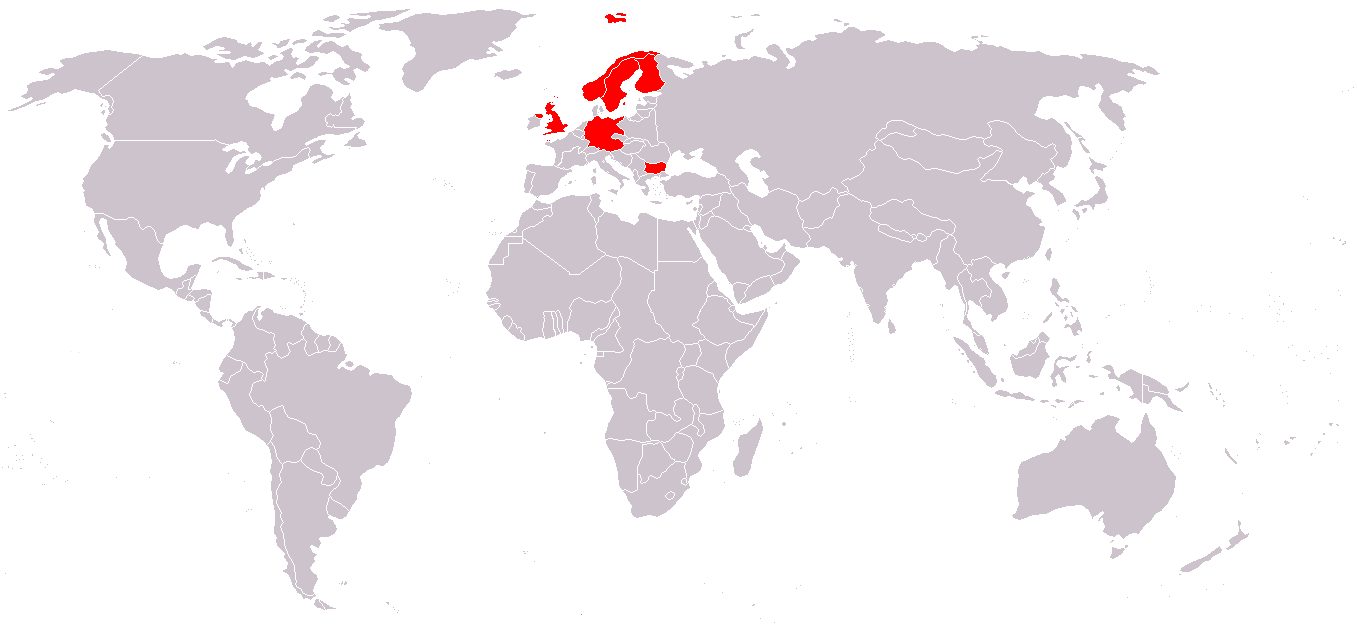
Quốc gia sử dụng He 115.

- Không quân Hải quân Hoàng gia Na Uy

 Thụy Điển
- Không quân Thụy Điển

 Anh Quốc
- Không quân Hoàng gia

## Tính năng kỹ chiến thuật (He 115 B-1)

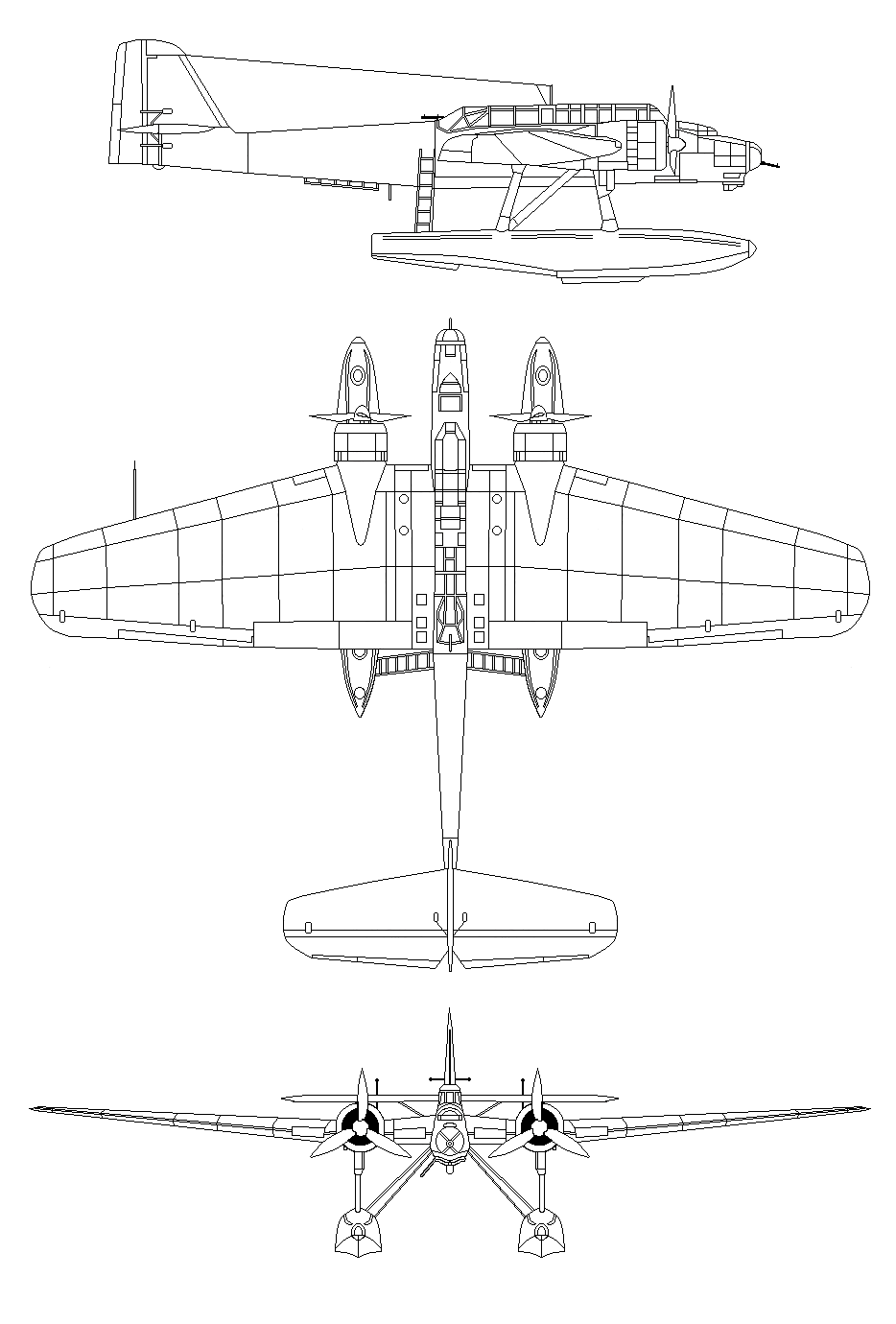
He 115

Dữ liệu lấy từ 

### Đặc điểm riêng
- Tổ lái: 3
- Chiều dài: 17.30 m (56 ft 9 in)
- Sải cánh: 22.28 m (73 ft 1 in)
- Chiều cao: 6.60 m (21 ft 7.75 in)
- Diện tích cánh: 87.5 m² (942 ft²)
- Trọng lượng rỗng: 5,290 kg (11,670 lb)
- Trọng lượng có tải: 10,400 kg (22,928 lb)
- Động cơ: 2 × BMW 132K, 706 kW (960 PS) mỗi chiếc

### Hiệu suất bay
- Vận tốc cực đại: 327 km/h (203 mph)
- Bán kính chiến đấu: 2,100 km (1,305 mi)
- Trần bay: 5,200 m (17,100 ft)
- Lực nâng của cánh: 103.8 kg/m² (21.3 lb/ft²)
- Lực đẩy/trọng lượng: 139 W/kg (0.084 hp/lb)

### Vũ khí
- Súng: 1 súng máy MG 17 7.92 mm (.312 in) và 1 súng máy MG 15 7.92 mm (.312 in)
- Bom:
  - 5 quả bom 250 kg (550 lb) hoặc 2 quả bom + 1 ngư lôi 800 kg (1,760 lb)
  - 1 quả mìn 920 kg (2,030 lb)